# Prodaná nevěsta
Prodaná nevěsta ("A Noiva Vendida" em checo, às vezes também apresentada sob o título em inglês The Bartered Bride, ou em alemão, sob o título Die verkaufte Braut) é uma ópera cómica em três atos do compositor checo Bedřich Smetana, com libreto de Karel Sabina. O trabalho é geralmente considerado como uma grande contribuição para o desenvolvimento da música tcheca. Foi composta durante o período de 1863 a 1866, e apresentada pela primeira vez no Teatro Provisório, Praga, em 30 de maio de 1866 em um formato de dois atos com diálogo falado. Ambientado em uma vila do interior e com personagens realistas, conta a história de como, após uma revelação surpresa tardia, o amor verdadeiro prevalece sobre os esforços combinados de pais ambiciosos e um corretor de casamentos ardiloso.
A ópera não foi imediatamente bem-sucedida, e foi revisada e estendida nos quatro anos seguintes. Em sua versão final, estreada em 1870, rapidamente ganhou popularidade e acabou se tornando um sucesso mundial. Até então, a ópera nacional tcheca só tinha sido representada por obras menores, raramente executadas. Esta ópera, a segunda de Smetana, foi parte de sua busca para criar um gênero operístico verdadeiramente tcheco. O tratamento musical de Smetana fez uso considerável de formas tradicionais de dança boêmia, como a polca e o furiant, e, embora ele tenha evitado em grande parte a citação direta da canção folclórica, ele ainda assim criou música considerada pelos tchecos como sendo essencialmente tcheca em espírito. A abertura, muitas vezes tocada como uma peça de concerto independentemente da ópera, foi, excepcionalmente, composta antes de quase qualquer outra música ter sido escrita.
Depois de uma apresentação na Exposição de Música e Teatro de Viena de 1892, a ópera alcançou reconhecimento internacional. Foi apresentada em Chicago em 1893, Londres em 1895 e chegou a Nova York em 1909, tornando-se posteriormente a primeira, e por muitos anos a única, ópera tcheca no repertório geral. Muitas dessas primeiras apresentações internacionais foram em alemão, sob o título Die verkaufte Braut, e a versão em alemão continua a ser tocada e gravada. Um filme alemão da ópera foi feito em 1932 por Max Ophüls.

## Sinopse

### Ato 1
Uma multidão de moradores está comemorando na feira da igreja ("Vamos nos alegrar e ser felizes"). Entre eles estão Mařenka e Jeník. Mařenka é infeliz porque seus pais querem que ela se case com alguém que ela nunca conheceu. Eles vão tentar forçá-la a isso, diz ela. Seus desejos são por Jeník, embora, como ela explica em sua ária "Se eu deveria aprender", ela não sabe nada de sua formação. O casal então declara seus sentimentos um pelo outro em um dueto de amor apaixonado ("O amor fiel não pode ser manchado").
Como os dois saem separados, os pais de Mařenka, Ludmila e Krušina, entram com o corretor de casamento Kecal. Depois de alguma discussão, Kecal anuncia que encontrou um noivo para Mařenka – Vašek, filho mais novo de Tobiáš Mícha, um rico proprietário de terras; O filho mais velho, explica, é um bem-para-nada inútil. Kecal exalta as virtudes de Vašek ("Ele é um menino legal, bem educado"), enquanto Mařenka reentra. No quarteto seguinte, ela responde dizendo que já tem um amante escolhido. Manda ele fazer as malas, manda Kecal. Os quatro discutem, mas pouco se resolve. Kecal decide que precisa convencer Jeník a desistir de Mařenka, enquanto os aldeões retornam, cantando e dançando uma polca festiva.

### Ato 2
Os homens da aldeia se juntam em uma canção emocionante ("To beer!"), enquanto Jeník e Kecal discutem os méritos, respectivamente, do amor e do dinheiro sobre a cerveja. As mulheres entram, e todo o grupo se junta para dançar um furiant. Longe da alegria, o nervoso Vašek reflete sobre seu futuro casamento em uma canção gaguejante ("Minha minha mãe me disse"). Mařenka aparece, e adivinha imediatamente quem ele é, mas não revela sua própria identidade. Fingindo ser outra pessoa, ela pinta um quadro de "Mařenka" como um enganador traiçoeiro. Vašek é facilmente enganado, e quando Mařenka, em seu falso disfarce, finge cortejá-lo ("Eu sei de uma donzela justa"), ele se apaixona por seus encantos e jura entregar Mařenka.
Enquanto isso, Kecal está tentando comprar Jeník e, depois de algumas esgrimas verbais, faz uma oferta direta em dinheiro: cem florins se Jeník renunciar a Mařenka. Não basta, é a resposta. Quando Kecal aumenta a oferta para 300 florins, Jeník finge aceitar, mas impõe uma condição – ninguém além do filho de Mícha poderá se casar com Mařenka. Kecal concorda e corre para preparar o contrato. Sozinho, Jeník pondera o acordo que aparentemente fez para trocar sua amada ("Quando você descobre quem você comprou"), imaginando como alguém poderia acreditar que ele realmente faria isso e, finalmente, expressando seu amor por Mařenka.
Kecal convoca os moradores para testemunhar o contrato que ele fez ("Entre e me escute"). Ele lê os termos: Mařenka deve se casar com ninguém além do filho de Mícha. Krušina e a multidão se maravilham com a aparente abnegação de Jeník, mas o humor muda quando descobrem que ele foi recompensado. O ato termina com Jenik sendo denunciada por Krušina e o resto da assembleia como um patife.

### Ato 3
Vašek expressa suas confusões em uma canção curta e triste ("Eu não consigo tirá-lo da minha cabeça"), mas é interrompido pela chegada de um circo itinerante. O Ringmaster apresenta as atrações principais: Esmeralda, a dançarina espanhola, um "verdadeiro indiano" engolidor de espadas, e um urso dançante. Segue-se uma rápida dança folclórica, o skočná. Vašek fica encantado com Esmeralda, mas seus avanços tímidos são interrompidos quando o "índio" corre, anunciando que o "urso" desabou em um estupor bêbado. É necessária uma substituição. Vašek logo é convencido a aceitar o cargo, animado pelas palavras lisonjeiras de Esmeralda ("Vamos fazer uma coisa bonita com você").
O pessoal do circo vai embora. Os pais de Vašek – Mícha e Háta – chegam, com Kecal. Vašek diz a eles que não quer mais se casar com Mařenka, tendo aprendido sua verdadeira natureza com uma garota bonita e estranha. Eles estão horrorizados ("Ele não a quer – o que aconteceu?"). Vašek foge, e momentos depois Mařenka chega com seus pais. Ela acaba de saber do acordo de Jeník com Kecal, e um conjunto animado ("Não, não, eu não acredito") se segue. As coisas se complicam ainda mais quando Vašek retorna, reconhece Mařenka como sua "garota estranha" e diz que ele vai se casar com ela. No sexteto que se segue ("Make your mind up, Mařenka"), Mařenka é instada a repensar as coisas. Todos partem, deixando-a em paz.
Em sua ária ("Oh que tristeza"), Mařenka canta sobre sua traição. Quando Jeník aparece, ela o rejeita com raiva e declara que se casará com Vašek. Kecal chega e se diverte com as tentativas de Jeník de pacificar Mařenka, que ordena que seu ex-amante vá embora. Os aldeões então entram, com ambos os pais, querendo saber a decisão de Mařenka ("O que você decidiu, Mařenka?"). Ao confirmar que vai se casar com Vašek, Jeník retorna, e para grande consternação se dirige a Mícha como "pai". Em uma revelação de identidade surpreendente, surge que Jeník é o filho mais velho de Mícha, de um antigo casamento – o "bem-para-nada sem valor" anteriormente descartado por Kecal – que na verdade havia sido afastado por sua madrasta ciumenta, Háta. Como filho de Mícha, ele tem, pelos termos do contrato, o direito de se casar com Mařenka; quando isso fica claro, Mařenka entende suas ações e o abraça. Gritos fora do palco interrompem os procedimentos; Parece que um urso escapou do circo e está indo para a aldeia. Esta criatura aparece, mas logo é revelado ser Vašek no traje do urso ("Não tenha medo!"). Suas travessuras convencem seus pais de que ele não está pronto para o casamento, e ele é levado embora. Mícha então abençoa o casamento entre Mařenka e Jeník, e tudo termina em um coro comemorativo.

## Lista de números musicais
A lista refere-se à versão final (1870) da ópera.
| Número                                | Realizado por                                               | Título (Checo)                            | Título (português, tradução livre)                                                          |
| ------------------------------------- | ----------------------------------------------------------- | ----------------------------------------- | ------------------------------------------------------------------------------------------- |
| Abertura                              | Orquestra                                                   |                                           |                                                                                             |
| Ato 1 Coro de abertura                | Aldeões                                                     | Proč bychom se netěšili                   | "Vamos nos alegrar e nos alegrar"                                                           |
| Ária                                  | Mařenka                                                     | Kdybych se co takového                    | "Se algum dia eu aprender"                                                                  |
| Dueto                                 | Mařenka e Jeník                                             | Jako matka požehnáním ... Věrné milování  | "Enquanto amor de mãe..." (levando a) "O amor fiel não pode ser manchado"                   |
| Trio                                  | Ludmila, Krušina, Kecal                                     | Jak vám pravím, pane kmotře               | "Como eu estava dizendo, meu bom companheiro"                                               |
| Trio                                  | Ludmila, Krušina, Kecal                                     | Mladík slušný                             | "Ele é um menino legal, bem educado"                                                        |
| Quarteto                              | Ludmila, Krušina, Kecal, Mařenka                            | Tu ji máme                                | "Aqui está ela agora"                                                                       |
| Dança: Polka                          | Coro e orquestra                                            | Pojd' sem, holka, toč se, holka           | "Venham, meus queridos!"                                                                    |
| Ato 2 Coro com solistas               | Refrão, Kecal, Jeník                                        | Para pivečko                              | "Para cerveja!"                                                                             |
| Dança: Furiant                        | Orquestra                                                   |                                           |                                                                                             |
| Ária                                  | Vašek                                                       | Má ma-ma Matička                          | "Minha mãe me disse"                                                                        |
| Dueto                                 | Mařenka e Vašek                                             | Známť já jednu dívčinu                    | "Conheço uma feira de donzelas"                                                             |
| Dueto                                 | Kecal e Jeník                                               | Nuže, milý chasníku, znám jednu dívku     | "Agora, senhor, ouça uma ou duas palavras"                                                  |
| Ária                                  | Jeník                                                       | Až uzříš – Jak možna věřit                | "Quando você descobre quem comprou"                                                         |
| Conjunto                              | Kecal, Jeník, Krušina, Coro                                 | Pojďte lidičky                            | "Entrem e me ouçam"                                                                         |
| Ato 3 Ária                            | Vašek                                                       | To-to mi v hlavě le-leži                  | "Não consigo tirar isso da cabeça"                                                          |
| Marcha dos Comediantes                | Orquestra                                                   |                                           |                                                                                             |
| Dança: Skočná (Dança dos Comediantes) | Orquestra                                                   |                                           |                                                                                             |
| Dueto                                 | Esmeralda, Principál                                        | Milostné zvířátko                         | "Vamos fazer uma coisa bonita com você"                                                     |
| Quarteto                              | Háta, Mícha, Kecal, Vašek                                   | Aj! Jakže? Jakže?                         | "Ele não a quer – o que aconteceu"                                                          |
| Conjunto                              | Mařenka, Krušina, Kecal, Ludmila, Háta, Mícha, Vašek        | Ne, ne, tomu nevěřím                      | "Não, não, não acredito"                                                                    |
| Sexteto                               | Ludmila, Krušina, Kecal, Mařenka, Háta, Mícha,              | Rozmysli si, Mařenko                      | "Decida-se, Mařenka"                                                                        |
| Ária                                  | Mařenka                                                     | Ó, jaký žal ... Ten lásky sen             | "Oh que tristeza"... (levando a) "Aquele sonho de amor"                                     |
| Dueto                                 | Jeník e Mařenka                                             | Mařenko má!                               | "Mařenka meu!"                                                                              |
| Trio                                  | Jeník, Mařenka, Kecal                                       | Utiš se, dívko                            | "Acalme-se e confie em mim"                                                                 |
| Conjunto                              | Coro, Mařenka, Jeník, Háta, Mícha, Kecal, Ludmila, Krušina, | Jak jsi se, Mařenko rozmyslila?           | "O que você decidiu, Mařenka?"                                                              |
| Finale                                | Todos os personagens e coro                                 | Pomněte, kmotře ... Dobrá věc se podařila | "Ele ainda não cresceu..." (levando a) "Uma boa causa está vencida e o amor fiel triunfou." |